# Gabara cremorina
Gabara cremorina là một loài bướm đêm trong họ Erebidae.